# Мик Шумахер
Мик Шумахер (њем. Mick Schumacher; 22. март 1999) њемачки је аутомобилиста и возач формуле 1 који је тренутно резервни возач за Мерцедес. Прије почетка каријере у формули 1 освојио је формулу 3 и формулу 2.
Син је седмоструког шампиона формуле 1 — Михаела Шумахера и братанац бившег возача формуле 1 — Ралфа Шумахера.
Каријеру је почео 2008. у картингу, а до 2015. почео је да вози у Њемачкој АДАК формули 4. Године 2017, прешао је у Шампионат европске формуле 3, гдје је прву сезону завршио на 12 мјесту, уз једно треће мјесто на трци. Године 2018, освојио је Шампионат формуле 3 уз осам побједа, 14 подијума, седам пол позиција и четири најбржа круга. Године 2019. прешао је у Шампионат формуле 2, гдје је возио за тим Прима повертим и потписао је уговор са академијом Ферарија. Прву сезону завршио је на 12 мјесту, уз једну побједу и један најбржи круг. Године 2020. освојио је формулу 2, уз двије побједе и десет подијума.
У децембру 2020. потписао је уговор са тимом Хас за учешће у формули 1 за сезону 2021, гдје је замијенио Ромена Грожана. У сезони 2022. пласирао се у Q3 дио квалификација на Великој награди Шпаније, што му је било први пут у каријери да се пласирао у Q3 на некој трци, након чега је Велику награду Велике Британије завршио на осмом мјесту и освојио прве бодове у каријери. На крају сезоне, тим није продужио уговор са њим и прешао је у Мерцедес као резервни возач, а у Хасу га је замијенио Нико Хилкенберг.

## Јуниорска каријера
Каријеру у аутомобилизму почео је 2008. Како би избјегли пажњу због тога што му је отац познат, почео је да вози под псеудонимом „Мик Беш“, користећи средње име своје мајке.

### Картинг
У сезонама 2011. и 2012. возио је у КФ3 класи у АДАК карт мастерс серији, завршивши на деветом и седмом мјесту. У Европском купу КФ3 класе завршио је на трећем мјесту 2011 и 2012, док је такође 2012. завршио на трећем мјесту у КФ3 ДМВ шампионату. Године 2013, завршио је на трећем мјесту у њемачком јуниорском карт шампионату. Године 2014. такмичио се под именом Мик јуниор и учествовао је у националном и међународном јуниорском шампионату; завршио је на другом мјесту у јуниорском карт шампионату Њемачке, док је такође завршио на другом мјесту на Европском и Свјетском карт шампионату. Иако није возио под правим именом, његове успјехе су пратили међународни медији.

## Каријера у нижим серијама

### АДАК формула 4
На крају 2014, возио је као тест возач за тим Јензер мотоспорт, у формули 4. Године 2015, дебитовао је у неком такмичењу формуле, возећи за тим  Ван Амерсфорт рејсинг у АДАК формули 4, користећи своје право име.
Године 2016. прешао је у Према повертим, који је познат као тим близак академији Ферарија. Осим АДАК формуле 4, 2016. је возио и у Шампионату италијанске формуле 4, а у оба шампионата завршио је на другом мјесту. У АДАК формули 4 завршио је иза Џоија Маусона, док је у италијанској формули 4 завршио иза Маркоса Сиберта.

### Формула 3
У новембру 2016, дебитовао је у формули 3, возећи у шампионату МРФ челенџ, у Индији за сезону 2016/17. Шампионат се састојао од 16 трка током четири викенда, два 2016. и два почетком 2017. Завршио је на трећем мјесту, са 217 бодова, иза Харисона Невија и Џоија Маусона, који су имали по 277 бодова. На шампионату, остварио је четири побједе, девет подијума и двије пол позиције.
У априлу 2017, дебитовао је у Европској формули 3, гдје је возио за Према повертим. Сезону је завршио на 12 мјесту, а најбољи резултат на трци било му је треће мјесто на трци у Монци. Завршио је са најмање освојених бодова од четири возача Преме, док је завршио као трећи најбољи дебитант.
У сезони 2018. остао је у тиму Према, који је проширен на пет возача. Вожено је 30 трка, десет викенда са по три трке. Сезона је стартовала на Великој награди Поа, гдје је прву трку завршио на 15 мјесту, другу на десетом, а трећу на седмом; трећа трка је прекинута након 11 кругова и додијељено је по пола бодова. Прве двије трке у Хунгарорингу завршио је на четвртом и седмом мјесту, док је трећу трку завршио на трећем мјесту, остваривши први подијум у сезони, други у каријери у формули 3.
Прву трку за Велику награду Занворта четвртог викенда, завршио је на трећем мјесту, иза сувозача — Ралфа Арона и Гванјуа Жуа, док је на четвртом мјесту завршио такође возач тима Према — Маркос Армстронг. Другу трку у Занворту стартовао је са трећег мјеста; већ у првој кривини, Ролф Арон је обишао Дана Тиктума, који је стартовао са пол позиције, Шумахер је такође покушао да га обиђе, након чега су се сударили и морали су да напусте трку. Трећу трку завршио је на 13 мјесту. На другој трци на Спа Франкошампу петог викенда, остварио је прву пол позицију у сезони, али се већ на старту сударио са сувозачем — Жуом и морао је да напусти трку. На трећој трци на Спа Франкошампу, 15 у сезони, остварио је прву побједу у каријери у формули 3, завршивши испред Роберта Шварцмана. Прије трке, био је на десетом мјесту у шампионату, 67 бодова иза лидера — Дана Тиктума. У наредних 15 трка, остварио је седам побједа, од чега пет заредом, уз три друга мјеста и освојио је шампионат 57 бодова испред Тиктума.
У сезони је остварио укупно осам побједа, 14 подијума, седам пол позиција и четири најбржа круга.

### Формула 2

#### 2019
У сезони 2019. прешао је у формулу 2, гдје је такође возио за тим Према повертим, заједно са Шоном Гелалом. Прву трку у сезони, у Бахреину, стартовао је са 10 мјеста, а завршио је на осмом, након што је обишао Нобухаруа Мацушита у последњем кругу. Спринт трку стартовао је са пол позиције и завршио је на шестом мјесту. Трку у Бакуу стартовао је са седмог мјеста, али је није завршио, након чега је спринт трку стартовао са 19 мјеста, а завршио је на петом. На трци у Барселони није освојио бодове; прву трку је завршио на 15 мјесту након судара, док је другу трку првобитно завршио на осмом мјесту, али је добио казну због нерегуларног обиласка Џека Еткена и завршио је на 11 мјесту. На првој трци у Монаку, покушао је да обиђе Татјану Калдерон, али није имало простора и сударили су се; Луис Делетраз није могао да их избјегне и сударио се са њима, због чега су истакнуте црвене заставе. Након наставка трке, завршио је на 13 мјесту. Није успио да освоји бодове ни у спринт трци, завршивши на 11 мјесту. Трке у Ле Кастелету, на стази Пол Рикард, није завршио. На првој се сударио са сувозачем, док је на другој имао проблема са болидом.
Прву трку на Ред бул рингу завршио је на 18 мјесту, док је спринт трку завршио на четвртом мјесту. Трку на Силверстону завршио је на 11 мјесту, док је спринт трку завршио на шестом мјесту, након чега је завршио на осмом мјесту на трци у Хунгарорингу, захваљујући чему је освојио пол позицију за спринт трку. У спринту, задржао је вођство од почетка до краја и остварио је прву побједу у формули 2. Трку на Спа Франкошампу стартовао је са шестог мјеста, али је трке прекинута у другом кругу, због судара Антоана Ибера, Хуана Мануела Корее и Ђулијана Алесија. Ибер и Кореа су превезени у болницу; Кореа је изгубио свијест пред операцију, док је Ибер преминуо, након чега је отказана спринт трка. У Монци, није завршио прву трку због проблема са погонском јединицом, док је спринт трку завршио на шестом мјесту, уз најбржи круг. У Сочију, прву трку није завршио због грешке мотора, док је другу морао да напусти након судара са Ђулијаном Алесијем. У Абу Дабију, прву трку завршио је на деветом, док је другу завршио на 11 мјесту.
Сезону је завршио на 12 мјесту у шампионату са 53 бода, остваривши једну побједу и један најбржи круг.

#### 2020
Сезона 2020. требала је да почне у Бахреину, у марту, али је одложена због пандемије ковида 19 и почела је у јулу. Шумахер је остао у тиму Према, гдје му је сувозач био шампион формуле 3 2019. — Роберт Шварцман. На првој трци у сезони, борио се за побједу са Калумом Илотом, након чега је у финишу имао проблема са мотором и завршио је на 11 мјесту. Спринт трку завршио је на седмом мјесту, док је прву трку другог викенда у Аустрији завршио на четвртом мјесту, након што из више покушаја није успио да обиђе Гванјуа Жуа. Спринт трку другог викенда није завршио, након што му је избила ватра у кабини. Трку у Мађарској завршио је на трећем мјесту; био је лидер до пред крај, када га је обишао Шварцман, који је побиједио након што је стартовао са 11 мјеста. Спринт трку завршио је такође на трећем мјесту, иза Луке Гјота и Калума Илота.
Од прве три трке у Силверстону освојио је бодове на једној, док је спринт трку другог викенда завршио на другом мјесту. Био је иза Шварцмана до пред крај, након чега су се сударили и Јуки Цунода је остварио побједу. Шумахер је завршио на другом мјесту, док је Шварцман завршио ван бодова. Прву трку у Шпанији завршио је на шестом мјесту, док је побједу остварио Нобухару Мацушита, који је стартовао са 18 мјеста. Спринт трку завршио је на трећем мјесту, иза Фелипеа Друговича и Луке Гјота. Прву трку на Спа Франкошампу завршио је на трећем мјесту, иза Јукиа Цуноде и Никите Мазепина, након чега је спринт трку завршио на другом мјесту, иза Шварцмана.
На трци у Монци, остварио је прву побједу у сезони, испред Гјота, чиме је дошао до трећег мјеста у шампионату, три бода иза Илота и Шварцмана. Спринт трку првобитно је завршио  на четвртом мјесту, али је промовисан на треће након што је првобитни побједник — Дан Тиктум, дисквалификован. Трку у Муђелу завршио је на петом мјесту, али је преузео вођство у шампионату, јер Шварцман није завршио трку, а Илот је у финишу морао у бокс и завршио је ван зоне бодова. Спринт трку у Муђелу завршио је на четвртом мјесту, али је повећао предност у шампионату, јер је Илот завршио на шестом мјесту, а Шварцман ван зоне бодова. Трку у Сочију стартовао је са трећег мјеста, али је на десет кругова до краја преузео вођство и остварио другу побједу у сезони и повећао предност у шампионату на 18 бодова испред Илота. Спринт трку завршио је на трећем мјесту, иза Гванјуа Жуа и Никите Мазепина. Трка је прекинута у седмом кругу, због судара Луке Гјота и Џека Еткена, због чега је додијељено по пола бодова и Шумахер је повећао предност у шампионату на 22 бода.
Трку у Сакиру стартовао је са десетог мјеста, а завршио је на четвртом; Илот је завршио на другом мјесту и смањио је предност Шумахера на 12 бодова. Спринт трку завршио је на седмом мјесту, али је повећао предност испред Илота на 14 бодова двије трке прије краја сезоне, јер је Илот завршио ван зоне бодова након судара са Дарувалом. Прву трку другог викенда у Сакиру завршио је на шестом мјесту, док је Илот завршио на петом. На спринт трци, оштетио је гуме због чега је морао да оде у бокс, док је Илот био на трећем мјесту. У финишу, Илот је изгубио позиције и завршио на десетом мјесту, ван зоне бодова, док је Шумахер завршио на 18 мјесту и освојио је титулу 14 бодова испред Илота, поставши тако четврти њемачки шампион формуле 2, након Тима Глока, Ника Розберга и Ника Хилкенберга. Након освајања титуле изјавио је: „старт сезоне није био какав смо планирали. Нисмо све уклопили заједно, углавном са моје стране, мислим да је тим био добар цијеле године. Али, корак по корак, почели су да се скупљају подијуми, као и те двије побједе. Жао ми је, тешко ми је да причам! Хтио сам да остварим нешто своје и хтио сам да докажем себи да сам овдје са разлогом.“
Сезону је завршио са двије побједе, десет подијума и два најбржа круга, која је остварио на последње двије трке на Сакиру.

## Формула 1

### Почетак
Шумахер је постао возач академије Ферарија 19. јануара 2019,  након чега је навео да је разлог што је постао возач академије тај што Ферари заузима велики дио у његовом срцу и да је на посебан начин повезан са тимом од дјетињства. На дан 2. априла 2019, дебитовао је у болиду формуле 1, возећи болид Ферарија SF90, током првог дана тестирања на стази у Бахреину, као једини дебитант. Током прве сесије, остварио је шесто најбрже вријеме након 30 кругова, са временом 1:32.552. Током друге сесије, возио је 26 кругова, остваривши вријеме од 1:29.976, на најмекшим гумама; био је најбржи док Макс Верстапен није поставио вријеме од 1:29.379.
Након тестирања, рекао је да се осјетио као код куће у Ферарију, изјавивши:„стварно сам уживао данас. Осјетио сам се као куће у гаражи од првог тренутка, са доста људи који ме знају од мог детињства. SF90 је невјероватан због своје снаге, али је такође лаган за вожњу и због тога сам уживао много. Можете да кочите касније и касније, а болид се окреће свакако. Хтио бих да се захвалим Ферарију због ове невјероватне прилике.“ Тестирања је наставио у болиду тима Алфа Ромео наредног дана.
Требало је да дебитује у болиду тима Алфа Ромео на првом тренингу пред трку за Велику награду Ајфела 2020. на Нирбугрингу, умјесто Антонија Ђовинација, али је први тренинг отказан због лошег времена. Хелмут Марко је изјавио да очекује да ће Шумахер возити у формули 1 2021. за Алфа Ромео, додавши да су у Ред булу задовољни са возачима и да нема мјеста за новог возача.
Почетком децембра 2020. потписао је уговор са тимом Хас за 2021. Након повреде Ромена Грожана на Великој награди Бахреина, Пјетро Фитипалди га је мијењао у болиду Хаса на Великој награди Сакира, док је Шумахер изјавио да је спреман да дебитује и замијени Грожана на последњој трци у сезони — Великој награди Абу Дабија, уколико буде потребно. Дебитовао је у формули 1 на тренингу за Велику награду Абу Дабија, гдје је возио само на првом тренингу и остварио је 18 вријеме.

### Хас (2021–)

#### 2021
Шумахер је у децембру 2020. потписао вишегодишњи уговор са тимом Хас за учешће у формули 1 од сезоне 2021, заједно са ривалом из формуле 2 — Никитом Мазепином. Изабрао је број 47, изјавивши да је са бројем 4 освојио титулу у формули 3, док број 7 представља седам титула шампиона формуле 1 његовог оца. Након финала сезоне Формуле 1 у Абу Дабију, шеф тима Ферарија, Матија Биното рекао је да очекује да ће Шумахер имати "веома тешку" прву сезону, али је додао да верује да би могао да вози за Ферари већ у сезони 2023.

#### 2022
Шумахер би требало да остане у Хасу за сезону 2022. и такође ће служити као резервни возач Ферарија заједно са Антониом Ђовинацијем.
Шумахер се квалификовао као дванаести и завршио као једанаести на отварању сезоне за Велику награду Бахреина, померивши се за три позиције због одустајања Ред булова и Пјера Гаслија. То су му најбоље квалификације и позиција у трци до сада у његовој каријери у Формули 1.
Шумахер је пропустио Велику награду Саудијске Арабије након снажног судара у квалификацијама. Он је пребачен у болницу оружаних снага Краљ Фахад у Џеди, ради провере предострожности и пуштен је без повреда.

## Трка шампиона
Трка шампиона је међународно такмичење у мотоспорту, које се организује на почетку или на крају године. Једино је такмичење у којем учествују возачи из формуле 1, MotoGP-ја, рели шампионата, индикара, НАСКАР-а, спортских и туринг возила и такмиче се једни против других у истим возилима.
Мик Шумахер је први пут учествовао на такмичењу 2019, које је одржано у јануару у Мексико Ситију. У групној фази побиједио је Себастијана Фетела, након чега је у четвртфиналу изгубио од Естебана Гутијереза. На Купу нација у оквиру Трке шампиона, представљао је Њемачку у пару са Фетелом, гдје су у финалу изгубили од Нордијског тима, за који су возили Том Кристенсен и Јохан Кристоферсон. Фетел је у пару са Михаелом Шумахером освојио Куп нација шест пута заредом, од 2007. до 2012.

## Приватни живот
Мик Шумахер је син седмоструког шампиона формуле 1 — Михаела Шумахера и 
европске првакиње у коњиштву у дисциплини западна вожња — Корине Шумахер, а братанић је бившег возача формуле 1 — Ралфа Шумахера. Родио се и одрастао је у Швајцарској; до осме године је живио у Вифлен ле Шатоу, након чега се преселио у Глан.
Мик је био на скијању са Михаелом Шумахером 29. децембра 2013. године, када је Михаел доживио несрећу због које је завршио у коми. У марту 2017, први пут је давао интервју медијима о свом оцу, у којем га је описао као идола, а изјавио је да му је циљ да буде шампион формуле 1 једног дана.
Прије почетка Велике награде Белгије 2017, возио је болид Бенетон Б194, у којем је Михаел освојио формулу 1 1992, у част 25 година од прве титуле Михаела Шумахера у формули 1. Године 2020, прије почетка Велике награде Тоскане, возио је болид Ферари Ф2004, у којем је Михаел освојио седму и последњу титулу шампиона формуле 1 2004. Возио је у част хиљадите трке Ферарија у формули 1, а носио је очеву кацигу.

## Статистика каријере

### Резултати по сезонама
| Сезона   | Серија                       | Тим                          | Број трка | Побједе | Пол позиције | Најбржи кругови | Подијуми | Поени | Вш   |
| -------- | ---------------------------- | ---------------------------- | --------- | ------- | ------------ | --------------- | -------- | ----- | ---- |
| 2015.    | АДАК формула 4               | Ван Амерсфорт рејсинг        | 22        | 1       | 0            | 0               | 2        | 92    | 10.  |
| 2015/16. | МРФ челенџ формуле 2000      | МРФ рејсинг                  | 4         | 0       | 0            | 0               | 2        | 51    | 10.  |
| 2016     | АДАК формула 4               | Према повертим               | 24        | 5       | 4            | 2               | 12       | 322   | 2.   |
| 2016     | Италијанска формула 4        | Према повертим               | 18        | 5       | 4            | 6               | 10       | 216   | 2.   |
| 2016/17. | МРФ челенџ формуле 2000      | МРФ рејсинг                  | 16        | 4       | 2            | 1               | 9        | 215   | 3.   |
| 2017.    | Шампионат европске формуле 3 | Према повертим               | 30        | 0       | 0            | 0               | 1        | 94    | 12.  |
| 2017.    | Макау гран при               | Према повертим               | 1         | 0       | 0            | 1               | 0        | /     | 16.  |
| 2018.    | Шампионат европске формуле 3 | Према Теодор рејсинг         | 30        | 8       | 7            | 4               | 14       | 365   | 1.   |
| 2018.    | Макау гран при               | СЈМ Теодор рејсинг бај Према | 1         | 0       | 0            | 0               | 0        | /     | 5.   |
| 2019.    | Шампионат формуле 2          | Према рејсинг                | 22        | 1       | 0            | 1               | 1        | 53    | 12.  |
| 2020.    | Шампионат формуле 2          | Према рејсинг                | 24        | 2       | 0            | 2               | 10       | 215   | 1.   |
| 2021.    | Формула 1                    | Хас                          | 22        | 0       | 0            | 0               | 0        | 0     | 19.  |
| 2022.    | Формула 1                    | Хас                          | 17        | 0       | 0            | 0               | 0        | 12*   | 16.* |

* Сезона је у току

### Резултати у формули 3
(Трке које су болдоване означавају пол позицију, трке које су искошене означавају најбржи круг).
| Година | Тим                  | Мотор    | 1       | 2       | 3        | 4       | 5       | 6       | 7       | 8       | 9        | 10      | 11        | 12       | 13      | 14        | 15        | 16        | 17      | 18      | 19      | 20      | 21       | 22      | 23       | 24       | 25      | 26       | 27      | 28       | 29       | 30       | Вш  | Поени |
| ------ | -------------------- | -------- | ------- | ------- | -------- | ------- | ------- | ------- | ------- | ------- | -------- | ------- | --------- | -------- | ------- | --------- | --------- | --------- | ------- | ------- | ------- | ------- | -------- | ------- | -------- | -------- | ------- | -------- | ------- | -------- | -------- | -------- | --- | ----- |
| 2017.  | Према повертим       | Мекахром | СИЛ 1 8 | СИЛ 2 6 | СИЛ 3 17 | МНЦ 1 6 | МНЦ 2 3 | МНЦ 3 6 | ПО 1 9  | ПО 2 11 | ПО 3 12  | ХУН 1 9 | ХУН 2 9   | ХУН 3 11 | НОР 1 7 | НОР 2 12  | НОР 3 DNF | СПА 1 6   | СПА 2 9 | СПА 3 8 | ЗАН 1 6 | ЗАН 2 9 | ЗАН 3 11 | НИР 1 8 | НИР 2 15 | НИР 3 11 | РБР 1 7 | РБР 2 10 | РБР 3 8 | ХОК 1 11 | ХОК 2 18 | ХОК 3 18 | 12. | 94    |
| 2018.  | Према Теодор рејсинг | Мекахром | ПО 1 16 | ПО 2 10 | ПО 3 7‡  | ХУН 1 4 | ХУН 2 7 | ХУН 3   | НОР 1 5 | НОР 2 9 | НОР 3 15 | ЗАН 1 3 | ЗАН 2 DNF | ЗАН 3 13 | СПА 1 4 | СПА 2 DNF | СПА 3 1   | СИЛ 1 DNF | СИЛ 2 1 | СИЛ 3 5 | МИЗ 1   | МИЗ 2 3 | МИЗ 3 5  | НИР 1   | НИР 2 1  | НИР 3 1  | РБР 1   | РБР 2 1  | РБР 3 2 | ХОК 1 12 | ХОК 2    | ХОК 3 2  | 1.  | 365   |

‡ Додијељено је по пола бодова јер је завршено мање од 75% трке.

### Резултати у формули 2
(Трке које су болдоване означавају пол позицију, трке које су искошене означавају најбржи круг).
| Година | Тим           | 1          | 2          | 3          | 4            | 5         | 6          | 7         | 8           | 9          | 10          | 11        | 12        | 13        | 14        | 15       | 16        | 17       | 18        | 19        | 20         | 21         | 22          | 23        | 24          | Вш  | Поени |
| ------ | ------------- | ---------- | ---------- | ---------- | ------------ | --------- | ---------- | --------- | ----------- | ---------- | ----------- | --------- | --------- | --------- | --------- | -------- | --------- | -------- | --------- | --------- | ---------- | ---------- | ----------- | --------- | ----------- | --- | ----- |
| 2019.  | Према рејсинг | БХР ГЛ 8   | БХР СПР 6  | БАК ГЛ DNF | БАК СПР 5    | КАТ ГЛ 15 | КАТ СПР 12 | МОН ГЛ 13 | МОН СПР 11  | ЛЕК ГЛ DNF | ЛЕК СПР DNF | РБР ГЛ 18 | РБР СПР 4 | СИЛ ГЛ 11 | СИЛ СПР 6 | ХУН ГЛ 8 | ХУН СПР 1 | СПА ГЛ C | СПА СПР C | МНЦ ГЛ NC | МНЦ СПР 6  | СОЧ ГЛ DNF | СОЧ СПР DNF | ЈАС ГЛ 9  | ЈАС СПР 11  | 12. | 53    |
| 2020.  | Према рејсинг | РБР1 ГЛ 11 | РБР1 СПР 7 | РБР2 ГЛ 4  | РБР2 СПР DNF | ХУН ГЛ 3  | ХУН СПР 3  | СИЛ1 ГЛ 9 | СИЛ1 СПР 14 | СИЛ2 ГЛ 7  | СИЛ2 СПР 2  | КАТ ГЛ 6  | КАТ СПР 3 | СПА ГЛ 3  | СПА СПР 2 | МНЦ ГЛ 1 | МНЦ СПР 3 | МУЂ ГЛ 5 | МУЂ СПР 4 | СОЧ ГЛ 1  | СОЧ СПР 3‡ | БХР1 ГЛ 4  | БХР1 СПР 7  | БХР2 ГЛ 6 | БХР2 СПР 18 | 1.  | 215   |

‡ Додијељено је по пола бодова јер је завршено мање од 75% трке.

### Резултати у формули 1
(кључ) (трке које су болдоване означавају пол позицију, трке које су искошене означавају најбржи круг).
| Година | Тим                 | Шасија         | Мотор                 | 1       | 2       | 3       | 4       | 5       | 6       | 7       | 8       | 9       | 10      | 11      | 12      | 13      | 14      | 15      | 16      | 17      | 18      | 19      | 20      | 21      | 22      | Вш   | Поени |
| ------ | ------------------- | -------------- | --------------------- | ------- | ------- | ------- | ------- | ------- | ------- | ------- | ------- | ------- | ------- | ------- | ------- | ------- | ------- | ------- | ------- | ------- | ------- | ------- | ------- | ------- | ------- | ---- | ----- |
| 2020.  | Алфа Ромео          | Алфа Ромео C39 | Ферари 065 1.6 V6 t   | АУТ     | ШТА     | МАЂ     | ВБР     | 70Г     | ШПА     | БЕЛ     | ИТА     | ТОС     | РУС     | АЈФ ТВ  | ПОР     | ЕМИ     | ТУР     | БАХ     | САК     |         |         |         |         |         |         | —    | —     |
| 2020.  | Хас                 | Хас VF-20      | Ферари 065 1.6 V6 t   |         |         |         |         |         |         |         |         |         |         |         |         |         |         |         |         | АБУ ТВ  |         |         |         |         |         | —    | —     |
| 2021.  | Уралкали Хас Ф1 тим | Хас VF-21      | Ферари 065/6 1.6 V6 t | БАХ 16. | ЕМИ 16. | ПОР 17. | ШПА 18. | МОН 18. | АЗЕ 13. | ФРА 19. | ШТА 16. | АУТ 18. | ВБР 18. | МАЂ 12. | БЕЛ 16. | ХОЛ 18. | ИТА 15. | РУС Оду | ТУР 19. | САД 16. | МЕК Оду | БРА 18. | КАТ 16. | САУ Оду | АБУ 14. | 19.  | 0     |
| 2022   | Хас Ф1 тим          | Хас VF-22      | Ферари 066/7 1.6 V6 t | БАХ 11. | САУ НС  | АУС 13. | ЕМИ 17. | МАЈ 15. | ШПА 14. | МОН Оду | АЗЕ 14. | КАН Оду | ВБР 8.  | АУТ 6.  | ФРА 15. | МАЂ 14. | БЕЛ 17. | ХОЛ 13. | ИТА 12. | СИН 13. | ЈАП     | САД     | МЕК     | БРА     | АБУ     | 16.* | 12*   |